# 김공청
김공청(金功青, 1986년 11월 2일~)은 대한민국의 축구 선수이며, 포지션은 미드필더이다.
재일 한국인이며, 류쓰케이자이 대학 축구부를 거친 뒤 J리그의 후쿠시마 유나이티드와 메리 FC에서 활동했다.